# Morti nel 1562
| Questa pagina contiene informazioni ricavate automaticamente dalle voci biografiche con l'ausilio del template Bio e di un bot. L'aggiornamento è periodico e automatico e ricostruisce completamente la pagina. Se manca una persona in questa lista, sei pregato di non aggiungerla, ma accertati piuttosto che la sua voce biografica contenga il template Bio e che i dati anagrafici siano correttamente compilati. Se il template Bio manca, inseriscilo tu stesso o, in alternativa, metti l'avviso {{tmp\|Bio}} che ne segnala la mancanza. Se i dati riportati sono sbagliati, correggi direttamente la voce biografica; le modifiche saranno visibili in questa lista entro pochi giorni. Per chiarimenti vedi il progetto biografie. La lista contiene solo le 55 persone che sono citate nell'enciclopedia e per le quali è stato implementato correttamente il template Bio. Pagina aggiornata al 7 dic 2024. |

## Gennaio(2)
- 17 gennaio - Bonaventura Fauni-Pio, teologo e vescovo cattolico italiano (n. 1496)
- 24 gennaio - Pietro Fortini, poeta, scrittore e commediografo italiano

## Marzo(1)
- 14 marzo - Giovanni Domenico Roncalli, mercante e politico italiano (n. 1530)

## Aprile(2)
- 1º aprile - Pedro Angulo, vescovo cattolico e missionario spagnolo (n. 1500)
- 22 aprile - François II de Tournon, cardinale e politico francese (n. 1489)

## Maggio(2)
- 6 maggio - Paul de Thermes, generale francese (n. 1482)
- 14 maggio - Lelio Sozzini, teologo italiano (n. 1525)

## Giugno(3)
- 14 giugno - Karl Aegeri, pittore svizzero (n. 1510)
- 18 giugno - Cristoforo Canal, ammiraglio italiano (n. 1510)
- 29 giugno - Bartolomé de la Cueva y Toledo, cardinale e arcivescovo cattolico spagnolo (n. 1499)

## Luglio(2)
- 23 luglio - Götz von Berlichingen, mercenario tedesco
- 31 luglio - Jacques de Montgomery, militare francese

## Agosto(2)
- 1º agosto - Virgil Solis, incisore, tipografo e pittore tedesco (n. 1514)
- 3 agosto - John de Vere, XVI conte di Oxford, conte britannico (n. 1516)

## Settembre(3)
- 5 settembre - Katharina Zell, scrittrice belga (n. 1497)
- 14 settembre - Paschase Broët, gesuita francese
- 24 settembre - Henry Grey, IV conte di Kent, nobile inglese (n. 1495)

## Ottobre(5)
- 9 ottobre - Anna d'Alençon, nobile (n. 1492)
- 9 ottobre - Gabriele Falloppio, anatomista, botanico e medico italiano
- 13 ottobre - Claudin de Sermisy, compositore e cantore francese
- 18 ottobre - Pietro d'Alcántara, religioso, presbitero e santo spagnolo (n. 1499)
- 28 ottobre - George Gordon, IV conte di Huntly, nobile scozzese (n. 1514)

## Novembre(5)
- 6 novembre - Achille Bocchi, umanista italiano (n. 1488)
- 6 novembre - Stefano Speroni, pittore italiano (n. 1502)
- 12 novembre - Pietro Martire Vermigli, teologo italiano (n. 1499)
- 17 novembre - Antonio di Borbone-Vendôme, sovrano francese (n. 1518)
- 20 novembre - Giovanni di Cosimo I de' Medici, cardinale italiano (n. 1543)

## Dicembre(10)
- 5 dicembre - Giovanni di Lorenzo, pittore italiano (n. 1487)
- 6 dicembre - Nicolas Audet, religioso cipriota (n. 1481)
- 6 dicembre - Jan van Scorel, pittore olandese (n. 1495)
- 6 dicembre - Garzia de' Medici, nobile italiano (n. 1547)
- 7 dicembre - Adrian Willaert, compositore fiammingo (n. 1490)
- 13 dicembre - Giovanni Marinoni, presbitero italiano (n. 1490)
- 17 dicembre - Eleonora di Toledo, sovrana spagnola (n. 1522)
- 19 dicembre - Francesco II di Nevers, nobile e militare francese (n. 1540)
- 19 dicembre - Jacques d'Albon de Saint-André, militare francese (n. 1505)
- 22 dicembre - João Nunes Barreto, patriarca cattolico e gesuita portoghese (n. 1519)

## Senza giorno specificato(18)
- Francesco Alighieri, letterato e religioso italiano (n. 1500)
- Christoph Amberger, pittore tedesco
- Francesco Brea, pittore italiano (n. 1495)
- George Cavendish, scrittore britannico (n. 1497)
- Jean Duvet, incisore, orafo e medaglista francese (n. 1485)
- Giulio Gherlandi, religioso italiano
- Galeazzo Gonzaga, politico e poeta italiano (n. 1509)
- Cristóbal de Guzmán Cecetzin, nobile
- Nicolas Karcher, artista fiammingo
- Namioka Tomokazu, militare giapponese (n. 1532)
- Thomas Lambrit, scienziato e incisore olandese (n. 1510)
- Martino Montanini, scultore e architetto italiano (n. 1505)
- Antonio de' Nobili, funzionario italiano
- Tamás Nádasdy, militare ungherese (n. 1498)
- Jan Rost, artigiano e imprenditore fiammingo
- Francesco Torbido, pittore italiano (n. 1482)
- Bartolomeo Zuccato, notaio e storico italiano (n. 1492)
- Antoine, I conte de Noailles, nobile, ammiraglio e diplomatico francese (n. 1504)